# Polígono industrial Cobo Calleja
El polígono industrial Cobo Calleja está situado en el municipio madrileño de Fuenlabrada (España). Debe su nombre a Manuel Cobo Calleja, empresario berciano (provincia de León) quien impulsó su creación. Cuenta con 162 hectáreas de extensión en donde realizan sus actividades económicas en torno a 500 empresas de tamaño pequeño y medio, lo que le convierte en uno de los centros industriales en Europa con mayor concentración empresarial.
Destacan los negocios de importación mayorista de productos fabricados en China y que son introducidos a España por la estación terminal de logística ferroviaria de mercancías Madrid -  Abroñigal (a 1 km de la estación Madrid - Atocha) y que pertenece a la considerada línea de tren de mercancías más larga del mundo Madrid - Yiwu (China); de 13 052 km de recorrido e inaugurada el 18 de noviembre de 2014.
El Polígono Cobo Calleja es considerado como el mayor recinto empresarial de mercancías chino en Europa.y está ubicado al sur de la ciudad de Madrid, a 20 kilómetros del centro de la capital, comunicado por carretera a través de la autovía de Toledo (A-42) y la M-506.

## Historia
El polígono surgió en la década de 1970 en el contexto de un rápido crecimiento industrial en el sur del área metropolitana de Madrid y unas normativas urbanísticas y de planificación laxas o inexistentes.
Originalmente 69,3 hectáreas del polígono industrial formaban parte del término municipal de Pinto. En 1993, por mutuo acuerdo entre los ayuntamientos de Pinto y Fuenlabrada, se inició un proceso de segregación de los terrenos del primero que se encontraban al oeste de la vía de ferrocarril Madrid-Badajoz. Estos terrenos albergaban varias decenas de almacenes, algunos de los cuales se asentaban directamente sobre la línea divisoria de los municipios, ocasionando problemas burocráticos y de gestión del suelo por parte municipal, lo que se presentó como razón para ejecutar la segregación. El proceso de segregación se dio por concluido en 1995, aunque posteriormente se recurrió judicialmente la decisión.
En febrero de 2011 se inauguró una ampliación del polígono denominada Plaza de Oriente. En una primera fase, que requirió de una inversión inicial de 43 millones de euros, incluía la creación de una zona industrial con 80 empresas, principalmente de origen chino. Una segunda fase preveía otras 250 empresas y un hotel, hasta alcanzar el conjunto de plaza de Oriente los 40 000 metros cuadrados.

## Centro de importación - reexportación y distribución de productos chinos
El polígono industrial Cobo Calleja es conocido por ser el principal centro importador y distribuidor en España de productos fabricados en China. A él llegan la mayor parte de los artículos de origen chino que luego son vendidos en bazares de todo el país, o, que se reexportan a otros terceros mercados mundiales. En el mismo polígono también es posible el realizar ventas directas al por menor.
El polígono Cobo Calleja aloja 377 almacenes comerciales regentados por ciudadanos chinos, dando en su conjunto empleo a unos 10.000 trabajadores de ese país, aunque la cifra de los legalmente contratados se estima en aproximadamente un tercio del total.